# 駐英イラン大使館占拠事件
駐英イラン大使館占拠事件（ちゅうえいイランたいしかんせんきょじけん）とは、1980年4月30日にイギリスのロンドンにある駐英イラン大使館が、6名の反ホメイニ派イラン人テロリストにより占拠されたテロ事件である。この事件により4名の犠牲者が出たが、イギリス陸軍SAS（特殊空挺部隊）の対革命戦中隊（CRW Wing／対テロ・人質救出専門部隊）の隊員らが突入し、犯行グループ6名のうち5名を射殺した。

## 概要

### 事件発生
1980年4月30日午前11時半頃、ロンドンのプリンセスゲートにある駐英イラン大使館に「DRMLA(アラブ自由と民主革命運動)」を名乗る6名のテロリストが侵入し、襲撃の際に大使館のイラン人報道官と、同じくイラン人のアルバイトを射殺した。
6名は、ホメイニ率いる革命政権によりイラン国内で逮捕及び収監されたアラブ系活動家の同志91名の解放を要求し、要求が聞き入れられない場合は、30分毎に人質の殺害を行うと宣言した。このグループのリーダーは有名なテロリスト「サリム」ことオウン・アリ・モハメドであった。

### 交渉
その後膠着状態になったが、事件発生から3日目の食料及びタバコの供給の際に、ロンドン警視庁の交渉人が交渉を行い、テロリスト側は当初の要求を撤回し、駐英アラブ系国家の大使3名との面会、及びヒースロー空港からの安全な脱出の保証を新たに要求した。
またその後、BBCが「DRMLA」側の声明の発表を行うことに同意したことから、新たに2人の人質の解放を行うと発表した。

### 解放
しかし6日目の5月5日に事件は急変する。要求が受け入れられていない事に気づいたテロリストは18時50分頃に人質1名を殺害し死体を玄関へ投下した。これを重く見たロンドン警視庁は、現場の指揮権をイギリス陸軍の SAS（特殊空挺部隊）へ委譲した。
その際偶然居合わせた元SAS隊員の警察犬トレーナーが降下用ロープを結び付けていた為、2隊の内1隊がそのロープを使い突入する作戦となり、19時20分頃、遂に「ニムロッド作戦」が決行されバルコニーへ懸垂降下（間に合わせで用意されたロープを使用して降下した隊員が途中で宙吊り状態になってしまう事態も発生した）、特殊なプラスチック爆弾で窓枠を爆破、閃光弾を投入し突入を開始した。
その際犯人が人質を1名射殺したが、SASは結果的に犯人5名を射殺し、人質となっていた26人が解放された。この突入の模様はBBCでも大きく取り上げられた（人質のうち2名がBBC職員であった）。

## 事件後の影響
- 1977年に発生したルフトハンザ航空機ハイジャック事件に続いてヘッケラー&コッホ社製のサブマシンガンであるH&K MP5がニムロッド作戦に使用され一躍有名となった。
- イランの首都テヘランにあるアメリカ合衆国大使館はシーア派の反体制勢力に1979年11月4日から占拠されており、ロンドンでの事件の5日前1980年4月25日に決行されたアメリカ軍による人質救出作戦（イーグルクロー作戦）も失敗に終わっていた。
- 犯人グループの内唯一生き残った1名は、犯人に同情した人質が人質に紛れ込ませる形で生きて大使館から脱出した。この種の事件で特殊部隊は犯人の生け捕りを目的とせず、仲間による奪還目的の新たなテロを阻止するため、その場で排除（射殺）するのが通例である。アメリカのSWATなどは人質事件での突入の際、犯人と共に人質の身柄も全員確保し、犯人の逃亡を阻止する。犯人はその後逮捕され無期懲役（イギリスは1965年に死刑制度を廃止した）の判決が下され服役していたが、2005年に仮釈放となっている。

## 関連作品
- BBCの記者、ケイト・エイディは2002年に『The Kindness of Strangers』を著した。
- 事件を題材にした映画に、『ファイナル・オプション』（1982年）、『6日間』（2017年）などがある。